# HOWSLA
HOWSLA é um álbum lançado pela gravadora OWSLA em 5 de maio de 2017. Ele é focado em música  house e contém 12 faixas. Foi lançado em colaboração com vários artistas da gravadora.

## Lista de faixas
| Artista      | Faixa                | Participação especial   |
| ------------ | -------------------- | ----------------------- |
| Autoerotique | Bling                | Lady Leshurr            |
| Alex Metric  | Freeek               | Confessionals           |
| Born Dirty   | Daddy                | Sirah                   |
| Chris Lake   | Operator (Ring Ring) | Dances With White Girls |
| Chris Lake   | I Want You           | —                       |
| Joyryde      | New Breed            | Darnell Williams        |
| Marc Spence  | On Air               | —                       |
| Noizu        | Lasers               | —                       |
| Skrillex     | Chicken Soup         | Habstrakt               |
| Tony Quattro | Fuerza               | Nani Castle             |
| Tony Romera  | What's Going On      | —                       |
| Wiwek        | Run                  | —                       |